# Istoria limbii române în Republica Moldova

Învățătoare și elevi la o școală rurală din Basarabia în perioada interbelică

Istoria „limbii moldovenești” se referă la istoria limbii române în regiunile istorice și politice Basarabia și Transnistria, unde limba română purta în mod oficial numele de „limba moldovenească”.

## Situația limbii vorbite în Moldova înainte de 1812
Domnul Lațcu (aproximativ 1365-1373), fiul primului domnitor al Moldovei, era recunoscut de către Sfântul Scaun ca „Duce al Moldovei” printr-o scrisoare în care se adăuga că Moldova este parte a națiunii vlahe (române): dux Moldavie partium seu nationis Wlachie.
Cronicarul polonez Jan Długosz afirma în 1476 că moldovenii și valahii „au aceleași limbă și obiceiuri”. Trimiteri la o așa-numită „limbă moldovenească” pot fi găsite în lucrări timpurii precum cea a lui Grigore Ureche Letopisețul Țării Moldovei, unde autorul notează că de fapt această limbă este vorbită de moldoveni, valahi și vlahii transilvăneni.
Miron Costin, în lucrarea sa De neamul moldovenilor, afirmă că popoare din neamul românesc trăiesc în Moldova, Muntenia și ținuturile ungurești și mai notează că, deși oamenii din Moldova se autodenumesc „moldoveni”, ei își numesc limba „românească” (adică un dialect al limbii latine orientale), nu „moldovenească”.
Marele cărturar Dimitrie Cantemir afirmă în Descriptio Moldaviae (Berlin 1714) că valahii și valahii transilvăneni vorbesc o limbă similară cu cea a moldovenilor. Cantemir este primul care introduce ideea că anumite cuvinte moldovenești au rădăcini dacice.

## Rusificarea limbii în Basarabia ocupată de Imperiul Rus
În primii ani ai ocupației țariste de după 1812, peste 95% din populația regiunii era românească, iar limba română a fost acceptată ca limbă oficială în instituțiile basarabene, alături de limba rusă.
Treptat, limbii ruse a început să i se acorde o tot mai mare importanță. Conform autorităților imperiale, din 1828 actele oficiale au început să fie publicate numai în limba rusă, iar pe la 1835, s-a acordat un termen de 7 ani în care instituțiile statului mai puteau accepta acte redactate în limba română.
Limba română a mai fost acceptată ca limbă de predare în învățământul public până în 1842, din acest moment statutul ei devenind unul de obiect secundar. Astfel, la seminarul din Chișinău limba română s-a regăsit printre materiile obligatorii de studiu (10 ore pe săptămână) până în 1863, când catedra respectivă a fost desființată. La Liceul nr. 1 din Chișinău, elevii aveau posibilitatea să aleagă studiul uneia dintre următoarele limbi: română, germană și greacă până pe 9 februarie 1866, când autoritățile imperiale au interzis studierea limbii române, oferind următoarea explicație: „elevii cunosc această limbă în modul practic, iar învățarea ei urmărește alte scopuri”.
Prin 1871, țarul a emis un ucaz „Asupra suspendării studierii limbii române în școlile din Basarabia” deoarece „în Imperiul Rus nu se studiază limbile locale”.

## Statutul limbii române în timpul stăpânirii rusești
Situația lingvistică din Basarabia din 1812 până în 1918 a evoluat de la bilingvism până la impunerea unei singure limbi oficiale, limba rusă. Limba rusă a căpătat statut de singură limbă oficială, în timp ce limba română era limba majorității populației. Evoluția acestei situații și inventarea noii limbi moldovenești poate fi împărțită în cinci perioade.

### Prima fază: 1812–1828
Perioada 1812–1828 a fost una de bilingvism funcțional. Deși limba rusă avea o poziție privilegiată, limba română era folosită în special în domeniile administrației publice, învățământului public (în special cel religios) și culturii. În anii care au urmat imediat anexării Basarabiei, păstrarea limbii și obiceiurilor naționale deveniseră foarte importante. La Seminarul teologic din Chișinău, deschis în 1813, a fost publicată o gramatică a limbii române, iar imprimeriile din Chișinău au început tipărirea de carte religioasă în limba română.

### A doua fază: 1828–1843
Perioada 1828–1843 a fost una a bilingvismului parțial diglosic. În această perioadă, a fost interzisă folosirea limbii române în administrație. Româna a fost exclusă din codul civil, dar a continuat să fie folosită în învățământ, dar numai ca un subiect separat. Au fost publicate manuale bilingve, așa cum a fost gramatica româno-rusă Bucoavne a lui Iacob Ghinculov. Cărțile religioase și predicile de duminică din biserici au rămas singurele forme de manifestare publică a limbii române. Până în 1843, înlocuirea limbii române din administrație a fost completă.

### A treia fază: 1843–1871
Perioada dintre 1843 și 1871 a fost aceea a asimilării. Limba română a mai continuat să fie obiect de studiu până în 1866 la Liceul regional, până în 1867 la Seminarul teologic și până în 1871 în școlile primare din teritoriu. După acest moment, studierea limbii române a fost interzisă prin lege.

### A patra fază: 1871–1905
Perioada 1871–1905 a fost una de monoglotism oficial în rusă. Orice folosire publică a limbii române a fost înlocuită cu limba rusă. Româna a continuat să fie folosită doar în familie și între prieteni. Aceasta a fost una dintre perioadele cu cel mai înalt grad de asimilare din Imperiul Rus. În 1872, Pavel Lebedev a ordonat ca toate documentele bisericești să fie scrise exclusiv în limba rusă, iar, în 1882, tiparnița bisericească din Chișinău a fost închisă din ordinul Sfântului Sinod.

### A cincea fază: 1905–1917
Perioada 1905–1917 a fost una a creșterii conflictelor lingvistice, apărute odată ce redeșteptarea conștiinței naționale românești. În 1905 și 1906 zemstvele basarabene au cerut reintroducerea limbii române ca „limbă obligatorie de studiu” și „libertatea de studiere în limba maternă (română)”. În același timp, au început să apară primele ziare în limba română: Basarabia (1906), Viața Basarabiei (1907), Moldovanul (1907), Luminătorul (1908), Cuvînt moldovenesc (1913), Glasul Basarabiei (1913). Din 1913, Sfântul Sinod a permis „bisericilor din Basarabia să folosească limba română”.
Limba moldovenească a fost o invenție a acestor timpuri, scopul statului țarist fiind acela al creării unei limbi care să se deosebească cel puțin prin nume de limba română. Cu toate acestea, Ștefan Margeală, care publica în 1827 un dicționar biligv, afirma în prefață că lucrarea sa dorește „să ofere celor 800 000 de români care trăiesc în Basarabia,... ca și milioanelor de români care trăiesc de cealaltă parte a Prutului, posibilitatea cunoașterii limbii ruse și, de asemenea, fiind destinată rușilor care doresc să studieze limba română”. În 1865, Ioan Doncev, în prefața abecedarului său și a manualului de gramatică, afirma că moldoveneasca este valaho-română, ori română. Totuși, după această dată, termenul „limba română” apare numai sporadic în corespondența autorităților școlare. În mod gradual, limba moldovenească devine singura denumire acceptată pentru limba vorbită de majoritatea populației băștinașe. Această situație s-a dovedit folositoare pentru cei care doreau o separație culturală a Basarabiei de România. Deși se referă la o altă perioadă istorică (cea de după 1991), afirmația lui Kl. Heitmann este valabilă și pentru ce s-a întâmplat la sfârșitul secolului al XIX-lea începutul celui de-al XX-lea: „Teoria a două limbi — română și moldovenească — a servit atât la Moscova, cât și la Chișinău, pentru combaterea veleităților naționaliste ale Republicii Moldova, fiind în fapt o acțiune împotriva naționalismului românesc” (Heitmann, 1965). Obiectivele ale politicii lingvistice rusești în Basarabia s-a schimbat de la interzicerea limbii române la dialectizarea ei. A. Arțimovici, un funcționar superior al Departamentului Educației cu sediul la Odessa, scria într-o scrisoare către Ministerul Instrucțiunii Publice (11 februarie 1863): „Opinia mea este că va fi greu de oprit populația românească din Basarabia să folosească limba din principatele învecinate, unde populația românească concentrată poate dezvolta limba bazată pe elementele ei latine, care nu sunt bune pentru limba slavă. Direcțiile guvernamentale legate de acest caz, care urmăresc să creeze un nou dialect in Basarabia, mai puternic bazat pe limba slavă, vor fi, așa cum se va vedea, fără folos: nu putem sili profesorii să predea o limbă care va muri curând în Moldova și Valahia... părinții nu vor dori ca urmașii lor să învețe o limbă diferită de cea pe care o vorbesc în mod curent”. Deși anumiți oficiali, asemeni lui Arțimovici, și-au dat seama că dezvoltarea unui dialect diferit de limba vorbită în Principatele Unite nu va fi niciodată o încercare încununată de succes, cei mai mulți funcționari guvernamentali țariști, „urmărind țelul îndeplinirii politicii guvernului, au numit în mod tendențios limba majoritară moldovenească, chiar și in contextele în care română se folosise întotdeauna până atunci”.

## Începuturilelimbii moldovenești

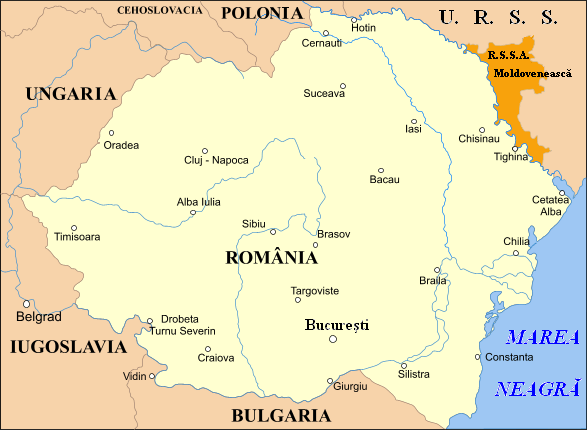
Harta României din 1924. România cuprindea la acea dată cea mai mare parte a ceea ce este azi Republica Moldova. Pe malul stâng al Nistrului se află RSSA Moldovenească (1924–1940), care este azi în cea mai mare parte regăsită în Transnistria.

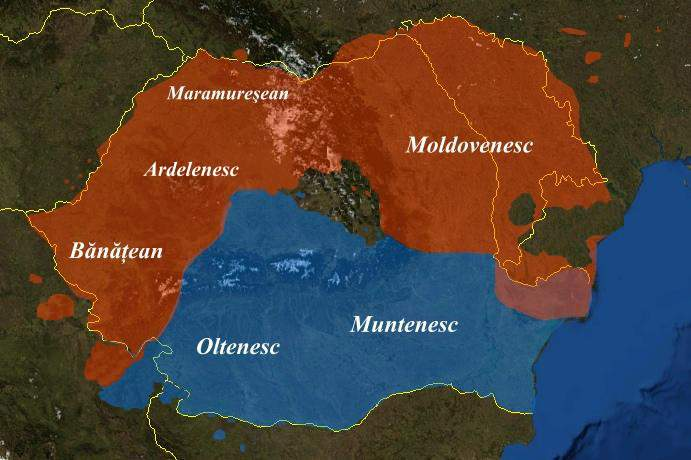
Harta graiurilor din limba dacoromână.

Teritoriul Basarabiei, care formează cea mai mare parte a Republicii Moldova din zilele noastre, și care reprezintă partea estică a regiunii istorice a Principatului Moldova, a fost anexată de Imperiul Rus în 1812 și a rămas sub stăpânirea rușilor până în 1917. În 1918, Basarabia s-a unit cu România.
În Uniunea Sovietică, autoritățile comuniste au luat în 1924 inițiativa creării RSSA Moldovenești în cadrul RSS Ucrainene. Autoritățile au proclamat că limba vorbită de moldoveni este „limba moldovenească”, după cum pare, pentru a da regiunii o identitate separată de cea română. Alfabetul latin, care fusese folosit pentru scrierea limbii în ultimii 80 de ani a fost înlocuit cu o versiune a alfabetului chirilic, derivată din alfabetul rus. Justificarea autorităților a fost aceea că, în urmă cu 80 de ani, limba fusese scrisă cu alfabetul chirilic. (Vezi și: alfabetul moldovenesc).
După 1944, când Basarabia a ajuns din nou sub stăpânire rusească, refugierea unei părți a populației băștinașe în România, deportările etnicilor români din Basarabia și încurajarea așezării în noua republică sovietică a cetățenilor din restul URSS-ului, a făcut ca în RSS Moldovenească să apară mari comunități de rusofoni. În perioada sovietică, moldovenii au fost încurajați să învețe limba rusă ca premisă obligatorie pentru accesul la învățământul superior, la un statut social și politic superior. Toate aceste acțiuni au dus la proliferarea împrumuturilor lingvistice rusești în limba băștinașilor.

## Românizatorii și originaliștii
În perioada de existență a RASS Moldovenești a existat o dispută între suporterii convergenței limbilor moldovenești și române — numiți românizatori sau româniști — și oponenții acesteia, originaliștii sau moldoveniștii.
În 1926, la scurtă vreme după crearea RASS Moldovenești, un grup de intelectuali în frunte cu cel mai cunoscut lingvist din regiune, L. A. Madan, promotor al moldovenismului, și-a început activitatea de elaborare a normelor „limbii moldovenești”. Pentru elaborarea acestor norme a fost folosit graiului moldovenesc vorbit de moldovenii transnisteni, plin de cuvinte ucrainene și ruse. Madan a folosit „metoda științifică” a „mărsului în popor”, concretizată prin mari campanii de culegere a cuvintelor specifice graiului moldovenesc. Madan avea să declare:
| “ | Limba moldoveneascî, în care grăiești amu norodu moldovenesc, este limbî sînistătătoari, diosăghitî di limba romîneascî, șî sî diosăghești șî de limba tuturor cărțîlor moldovenești tipăriti păn la organizarea RASSM”. | ” |

Tot el avea să scrie în 1926 în ziarul Plugarul Roș:
| “ | Nu oaminii grăiesc după vr’o gramaticî anumitî, dar gramatica se alcătuiești după vorba oamenilor. … Gramatica pentru om, dar nu omul pentru gramaticî… | ” |

Pornind de la asemenea concepții, L. A. Madan și susținătorii lui au încercat să găsească sau să creeze echivalente „mai pă înțăles” pentru neologisme sau pentru cuvinte prea românești, reușind astfel să „îmbogățească” fondul lexical al „limbii moldovenești” cu arhaisme, traduceri din rusă sau pur și simplu cu invenții lexicale precum: lăbiuți (ghilimele), vărguliță (virgulă), nasnic (nazal), dentar (dintic), aeronăscător (oxigen), aeromăsurător (barometru), sîngurzburător (avion), mîncătorie (sufragerie) și altele asemenea. Ca urmare, textele științifice, de exemplu din botanică sau fizică, au devenit de neînțeles pentru neinițiați.
În februarie 1932 comuniștii moldoveni au primit sarcina din partea Partidului Comunist Ucrainean să schimbe grafia limbii moldovenești astfel încât să se folosească alfabetul latin. Aceasta era o parte a unei mai vaste campanii în URSS, care urmărea latinizarea alfabetelor limbilor naționalităților mai puțin numeroase. Acțiunea se baza pe teoria lingvistului sovietic Nicolai Marr, care postula convergența către o singură limbă mondială, care trebuia să fie limba societății fără clase, comunismul. Această directivă a fost sabotată pasiv de originaliști, până când Stanislav Kosior (Secretar General al Partidului Comunist Ucrainean) și o delegație de comuniști moldoveni au fost primiți de Stalin, unde, după cum se afirmă, s-a insitat pe o mai rapidă latinizare, cu scopul suprem al convergenței culturilor moldovenești și română, care urmărea ca, într-un viitor apropiat, Moldova și România să fie unite, evident sub domnia sovietică. Totuși, rezistența la românizare a persistat și, după 1933, un număr de originaliști reprezentativi au fost întemnițați, cărțile lor distruse, iar neologismele inventate de ei interzise.
După Plenara CC al PC al URSS din februarie-martie 1937, care a exacerbat epurările staliniste, atât romanizatorii, cât și originaliștii au fost declarați „spioni imperialiști”: primii ca „agenți ai României boierești” („Боярская Румыния”), iar cei din urmă datorită sabotării latinizării alfabetului.
Pe 27 februarie 1938 Biroul Comitetului Regional din Moldova al Partidului Comunist (bolșevic) a pus în discuție „Hotărârea cu privire la trecerea scrisului moldovenesc de la grafia latină la cea rusă”. În luna mai a aceluiași an, conferința a XI-a regională de partid din Moldova a adoptat o rezoluție care condamna „dușmanii poporului” deoarece „înlocuiau limba moldovenească cu cea romînă, pe care populația moldovenească nu o cunoștea, ignorau și împiedicau studierea limbii ruse…, pentru a despărți Moldova sovietică de URSS”.
Unul dintre promotorii moldovenismului, ideologul Ivan Ceban (Ivan Dmitrievici Ceban), avea să scrie în ziarul Octombrie: „Dușmanii norodului provăduie că nu-i așa norod – moldoveni, că moldovenii aieștea sunt rumîni, că moldovenii nu au limba lor, că limba este numai un jargon al linghii romîne. … Glorioasele organe ale NKVD au descoperit aiastă bandă de trădători și șpioni, care au vrut să restabilească în țara noastră capitalismu”.
„Succesul” repurtat de bolșevici în lupta cu românizarea moldovenilor avea să fie lăudat în articolul de fond din Comsomolistu Moldovei din 6 martie 1939. Sub titlul „Ortografia nouă a scrierii moldovenești” se scria: „Dușmanii norodului au vrut s-o rupă pe Moldova Sovietică din familia frățească a noroadelor Marii Uniuni Sovietișe și s-o prefacă pe dînsa în coloniea Romîniei fașiste, … să puie jugul moșierilor și capitaliștilor romîni pe stinarea norodului truditor moldovenesc. Dar aceasta lor nu le-a eșit și niși odată nu le-a eși. Razvedca sovietică, cu ajutorul norodului,… a fărîmat cuiburile temeinișe dușmănoase și a nimișit pîn la capăt toate rămășițele dușmănoase… Las să știe ghienele fașiste că lor nișiodată nu le s-a veni să calșe cu șiubota sa murdară pe lanurile roditoare a Moldovei Sovietișe înfloritoare”.

## Limba moldovenească în RSS Moldovenească
În iunie 1940, după 22 de ani de la Unirea din 1918, Uniunea Sovietică reocupa Basarabia și ocupa Bucovina de Nord și ținutul Herța. Un an mai târziu, România a atacat URSS-ul, ca parte a Planului Barbarossa, și a eliberat ținuturile vremelnic ocupate, în același timp ocupând și teritoriile dintre Bug și Nistru (care au primit prin extensie numele de Transnistria). După o perioadă numai de trei ani în care limba și alfabetul moldovenești au fost înlocuite de limba română și grafia latină, zona a fost reocupată de URSS în 1944 și a rămas în cadrul statului unional sovietic până disoluția acestuia din 1991.
În 1956, în timpul reabilitării victimelor represiunilor staliniste, a fost făcut un raport special cu privire la statutul limbii moldovenești, prin care se afirma că discuțiile dintre romanizatori și originaliști din deceniul al patrulea au fost în mare parte neștiințifice, de vreme ce în republică erau foarte puțini lingviști, iar gramatica și vocabularul de bază al limbilor literare română și moldovenească erau practic identice, în timp ce diferențele erau neesențiale. Planul de convergență al limbilor română și moldovenească a fost aprobat încă o dată, în substrat fiind situația din Republica Populară Română.
Cu toate acestea, ultimul plan nu a fost pus niciodată în practică. Mai mult, pentru a justifica ocuparea Basarabiei, teoriile eliberării poporului moldovenesc de sub jugul otoman de către ruși, a trădării naționale a burghezo-moșierimii moldovene reprezentate în Sfatul Țării, care a proclamat Unirea din 1918, a ocupației românești, ca și teoria aberantă a existenței a încă unui popor neolatin în răsăritul Europei (ceea ce ar fi implicat existența a încă unei limbi romanice, limba moldovenească), născut prin romanizarea separată a dacilor și a geților, au fost ridicate la rang de politică oficială în RSS Moldovenească.
Diferiți reprezentanți ai lumii științifice sovietice, istorici sau lingviști, s-au străduit în cadrul unor diferite întâlniri internaționale să obțină recunoașterea teoriilor deznaționalizatoare.

## Revenirea la grafia latină
Pe 31 august 1989 Sovietul Suprem al RSS Moldovenești publica legea „cu privirea la revenirea limbii moldovenești la grafia latină”, care intra în vigoare pe 1 septembrie același an.
După proclamarea independenței Moldovei din 1991, „româna” a fost proclamată limbă oficială, alături de alte simboluri oficiale de inspirație românească: imnul național Deșteaptă-te, române!, steagul tricolor albastru-galben-roșu, stema națională, pentru ca în 1994, prin noua constituție, să se revină la denumire oficială din perioada sovietică, aceea de „limbă moldovenească”. Conflictul legal reprezentat de utilizarea a două denumiri diferite a stat la baza unui caz prezentat în fața Curții Constituționale din Moldova, care la 5 decembrie 2013 a decis că declarația de independență primează în fața Constituției și că, indiferent de denumirea folosită în Constituție, denumirea limbii oficiale din Republica Moldova este „română”. Există totuși opinii că aceasta decizie a Curții nu a influențat asupra denumirii legale a limbii de stat în Republica Moldova, deoarece nu există un conflict declarativ între Declarație de independență și Constituție (Declarația doar pomenește o denumire de lege inexistentă, iar Constituția efectiv declară o limbă de stat)
Când în 1993 Academia Română a schimbat unilateral ortografia oficială a limbii române, Institutul de Lingvistică al Academiei de Științe a Moldovei nu a făcut schimbări asemănătoare. Această schimbare a fost contestată de numeroși lingviști, în primul rând din România.
În 1996, o încercare a președintelui Mircea Snegur de schimbare a numelui limbii oficiale în „română” a fost respinsă de Parlamentul moldovenesc, sub motivul că ar încuraja expansionismul românesc.
În 2002, o încercare a guvernului de la Chișinău de a acorda limbii ruse statutul de a doua limbă oficială și de obiect obligatoriu de studiu în școli a provocat un val de indignare populară în capitală și în numeroase localități ale republicii. În fața valului de proteste, s-a renunțat la această hotărâre.
În 2003 a apărut la Chișinău un Dicționar moldovenesc-românesc al cărui autor, Vasile Stati, relua practic multe dintre teoriile lingvistice sovietice. Lingviștii Academiei Române au demonstrat că toate cuvintele moldovenești din dicționar sunt și cuvinte românești, iar cele câteva care nu-și au corespondent sunt neologisme rezultate în urma rusificării. La Chișinău, președintele Academiei Moldovei, Ion Bărbuță, a descris dicționarul ca pe „o absurditate, servind interese politice”. Stati a acuzat membrii celor două academii naționale de promovarea „colonialismului românesc”.